# British Aerospace Jetstream 41
Pour les articles homonymes, voir Jet stream (homonymie).
Dimensions
Le Jetstream 41 est un avion de transport régional à deux turbopropulseurs construit par British Aerospace en tant que version allongée du Jetstream 31. Ses concepteurs le vouaient à concurrencer directement les avions d'environ 30 places tels que l'Embraer Brasilia, le Dornier 328 et le Saab 340, et dotèrent l'avion d'une configuration en 2+1 sièges de front comme dans le 31.
Le plus gros opérateur de cet avion dans le monde est la compagnie britannique Eastern Airways, avec dix-sept appareils en exploitation.

## Développement
Le fuselage du Jetstream 31 fut allongé de 4,88 mètres, et redessiné. De plus, l'envergure des ailes fut agrandie, et les ailerons et les flaps retravaillés. La capacité d'emport de bagages de l'appareil fut par ailleurs améliorée grâce à un carénage plus large du plafond.
Le moteur AlliedSignal TPE31114 délivrant 1 500 ch-1 120 kW (1 650 ch-1 232 kW dans une version ultérieure) fut monté dans une nacelle dont la garde au sol fut agrandie.
L'avion fut équipé d'un système de proximité de sol (EGPWS) et d'un système d'alerte de trafic et d'évitement de collision (TCAS-II) entre les appareils.

## Service opérationnel
Le Jetstream 41 effectua son premier vol le 25 septembre 1991. Il reçut la certification européenne de l'AESA le 23 novembre 1992, et la certification américaine de la FAA le 9 avril 1993.
La première livraison de l'appareil fut effectuée le 25 novembre 1992 auprès de Manx Airlines.
Malgré un début de commercialisation prometteur, British Aerospace annonça l'arrêt de la production en mai 1997, avec un total de 100 appareils construits.
Début 2020, 15 appareils sont en service et 31 en stockage.

## Exploitants
Quelques compagnies exploitantes : 
- Eastern Airways, compagnie aérienne britannique ;
- Yeti Airlines, compagnie aérienne népalaise ;
- British Airways, compagnie aérienne britannique.
- Sky Express, compagnie aérienne grecque.

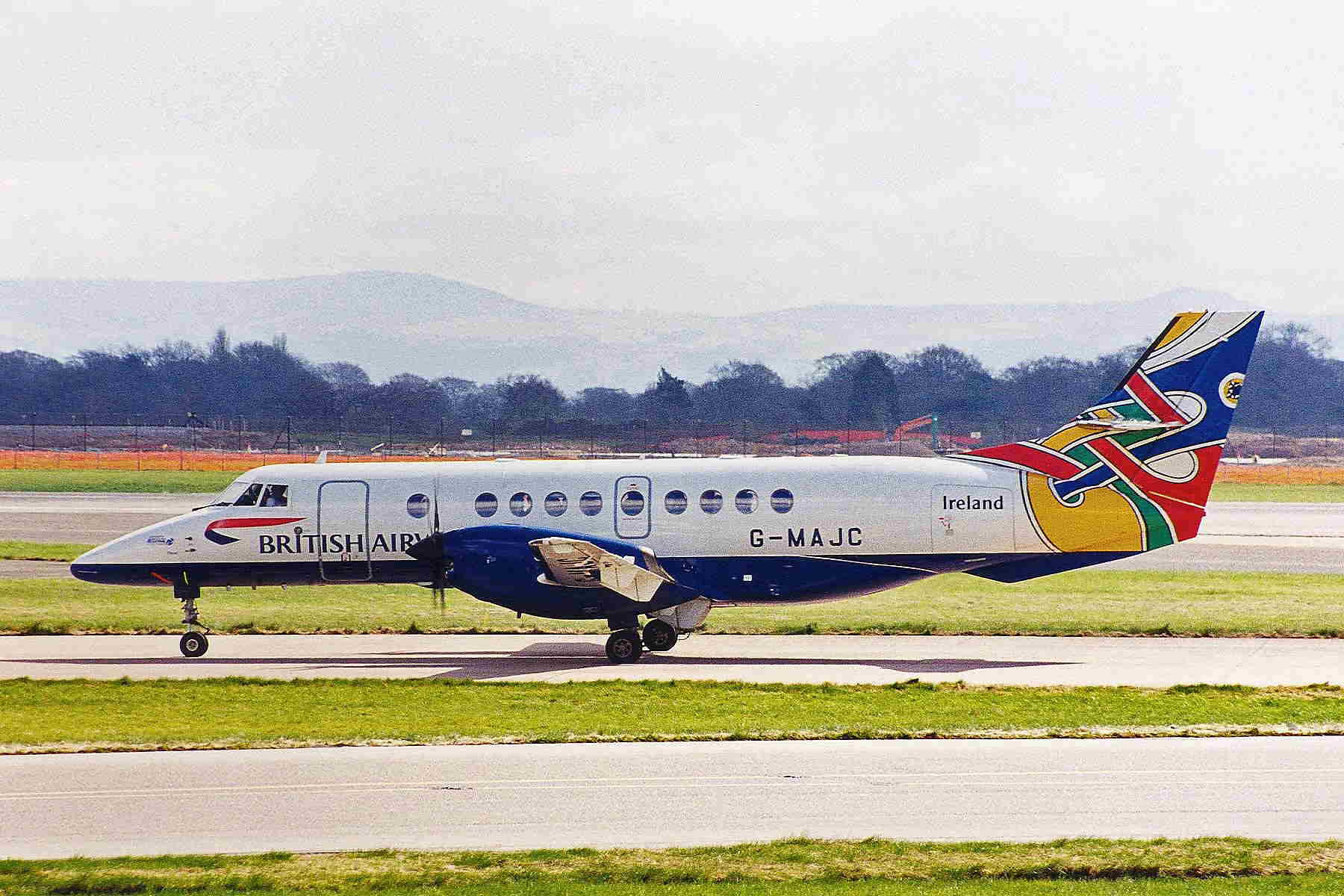
Un BAe Jetstream 41 de Sun Air of Scandinavia, sous les couleurs de la British Airways.
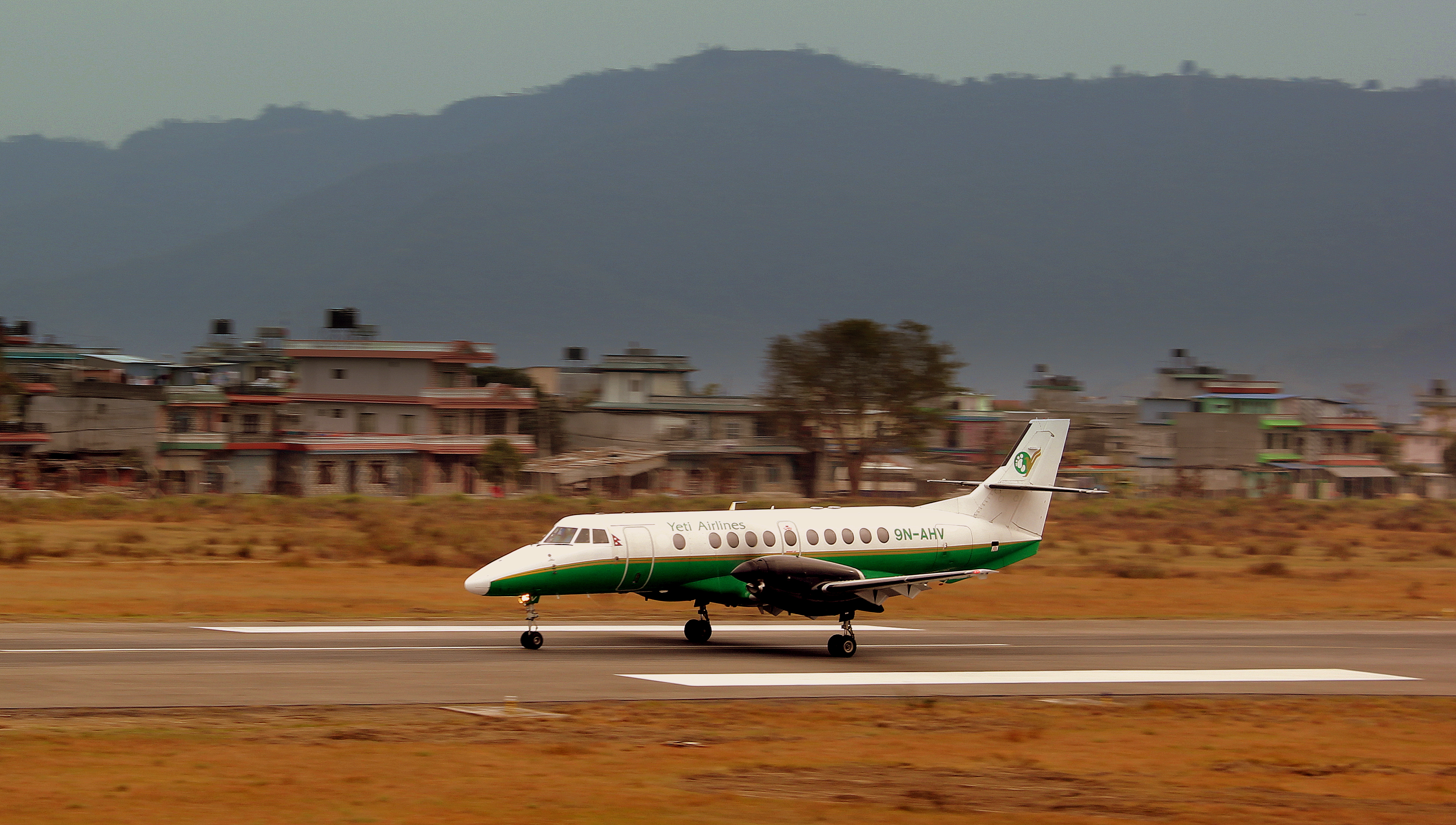
BAe Jetstream 41 de Yeti Airlines à l'atterrissage sur l'aéroport de Pokhara, au Népal.
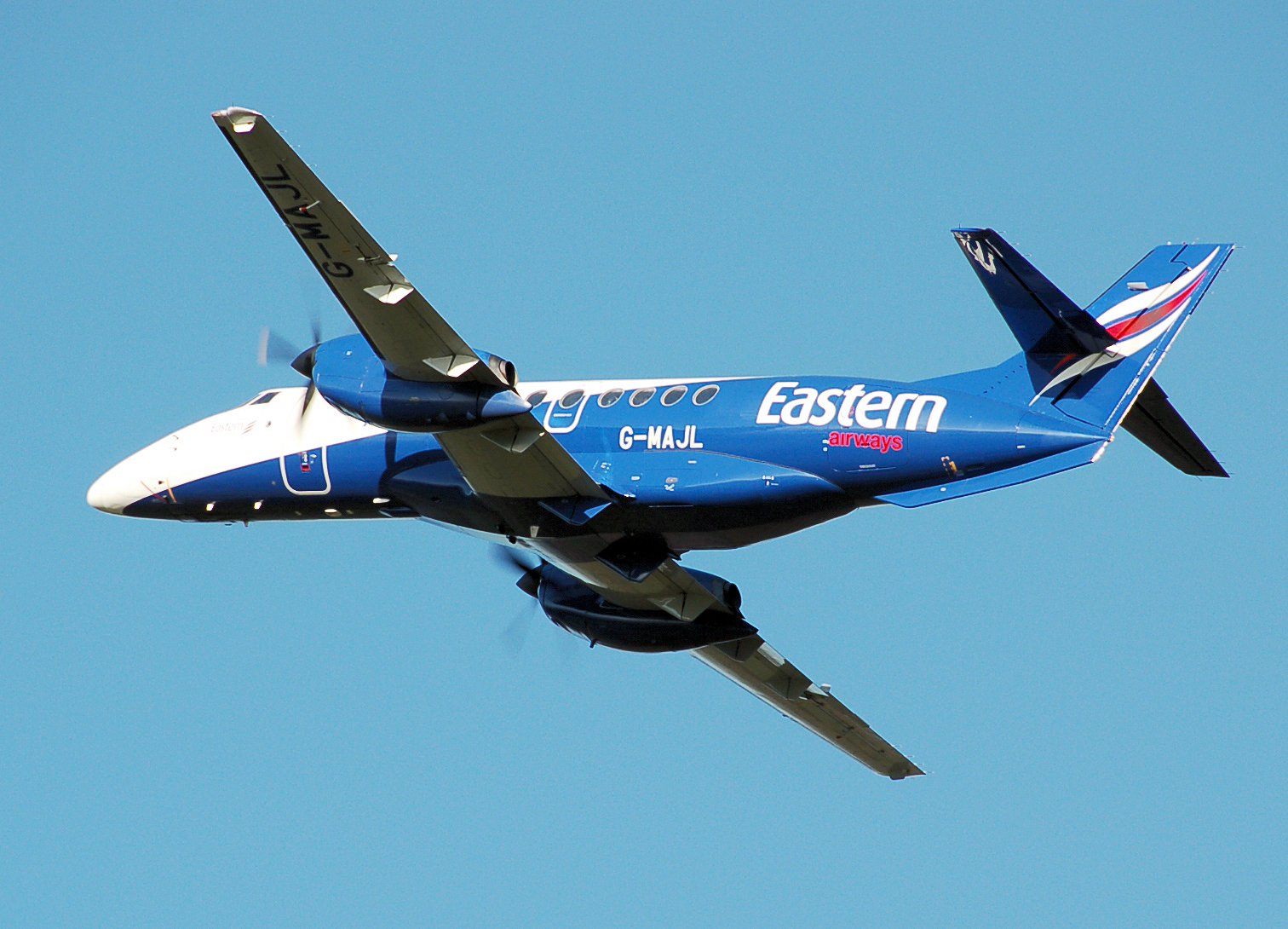
BAe Jetstream 41 d'Eastern Airways.
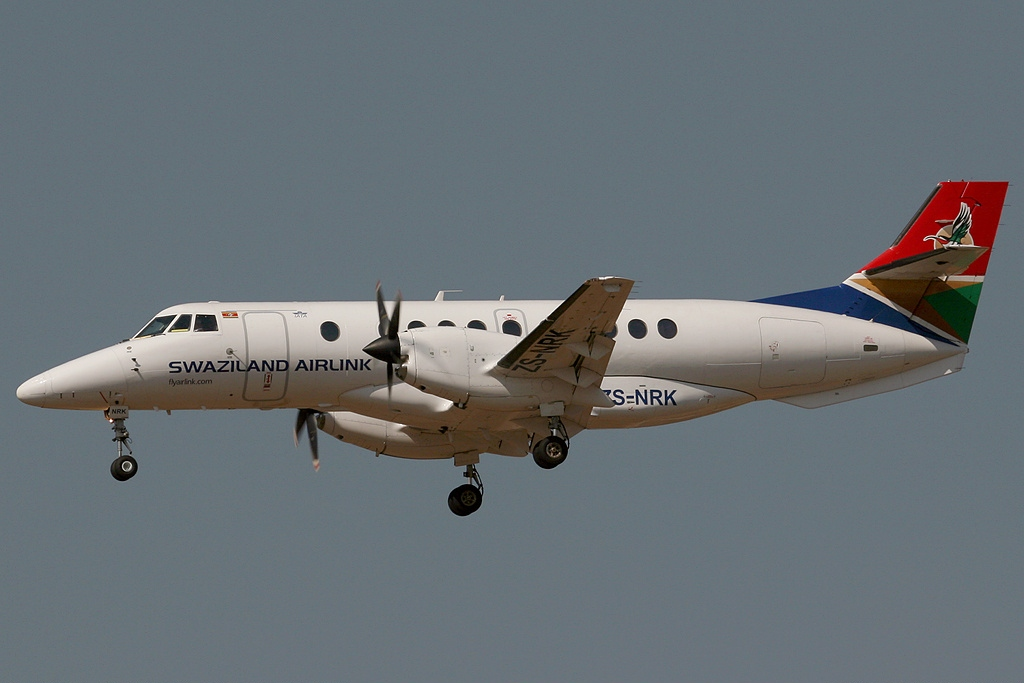
BAe Jetstream 41 de Swaziland Airlink.